# Bisnowat SK-1
Die Bisnowat SK-1 und SK-2 waren von Matus Ruwimowitsch Bisnowat am ZAGI entworfene Versuchsflugzeuge zur Erforschung des Verhaltens bei hohen Fluggeschwindigkeiten (SK – Skorostny Kryla (Schnellflug-Flügel)). Die Flugzeuge waren freitragende Ganzmetall-Tiefdecker mit einziehbarem Spornrad. Bei der SK-1 war das Cockpit vollständig in den Rumpf einbezogen, bei der SK-2 konstruierte man eine aufgesetzte Kabine. Die SK-2 hatte außerdem einen zusätzlichen Ölkühler und Änderungen am Fahrwerk und Seitenleitwerk. Der Erstflug der SK-1 erfolgte Anfang 1940, die SK-2 folgte im Oktober 1940. Als Bewaffnung waren 3 synchronisierte Maschinengewehre vorgesehen. Ein Serienbau fand nicht statt, die Ergebnisse der Erprobung wurden für andere Entwicklungen genutzt.

## Technische Daten

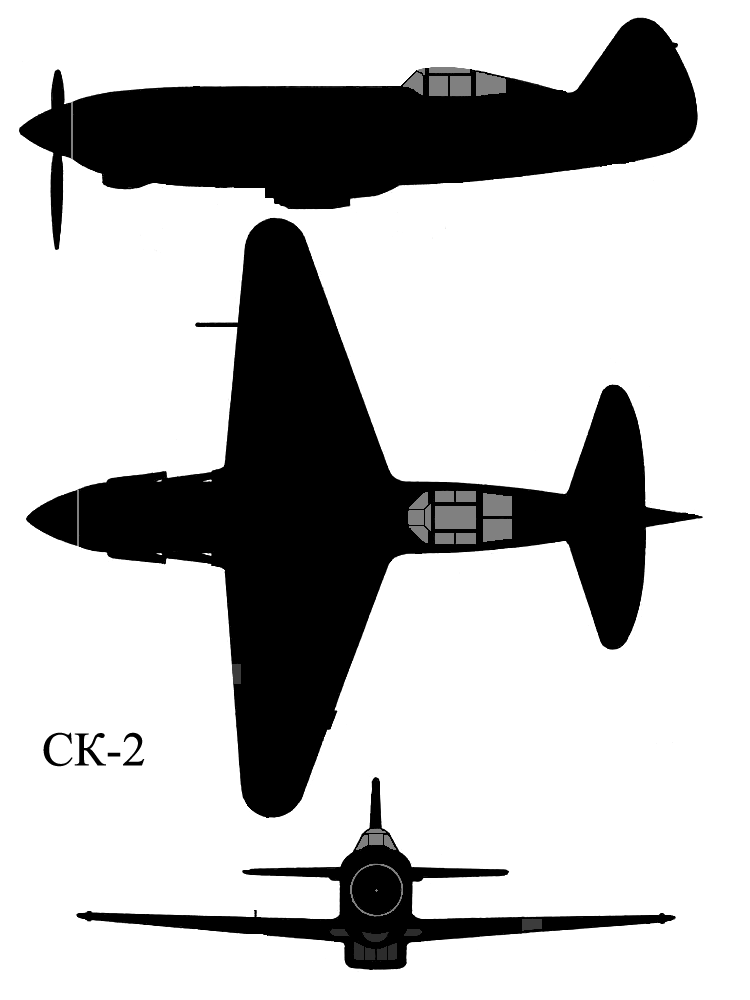
Dreiseitenriss der SK-2

| Kenngröße             | SK-1                                |
| --------------------- | ----------------------------------- |
| Besatzung             | 1                                   |
| Länge                 | 8,28 m                              |
| Spannweite            | 7,30 m                              |
| Flügelfläche          | 9,57 m²                             |
| Flügelstreckung       | 5,6                                 |
| Leermasse             | 1850 kg                             |
| Startmasse            | 2300 kg                             |
| Höchstgeschwindigkeit | 660 km/h in 4900 m                  |
| Steigzeit             | 4:20 min auf 5000 m                 |
| Gipfelhöhe            | 10.300 m                            |
| Flugzeit              | 45 min                              |
| Triebwerk             | ein Klimow M-105, 775 kW (1.054 PS) |